# Joe Bailey
Joe Bailey (* 27. Mai 1961) ist ein US-amerikanischer Bogenschütze.
Nach einem Autounfall 1989 begann Bailey mit dem Bogenschießen zu Rehabilitationszwecken. 2002 wurde er in das olympische Training Center der US-amerikanischen Mannschaft in Chula Vista, Kalifornien eingeladen. Diese Erfahrung spornte ihn sehr an. 2003 gewann Bailey bei den IPC Archery World Championships in Madrid, Spanien, in der Teamwertung eine Goldmedaille. 2006 war er USA Archery Paralympian of the Year. 
2008 in Peking nahm Bailey erstmals an den Sommer-Paralympics teil.

## Erfolge
- 2003: IPC Archery World Championships in Madrid, Spanien: Gold
- 2006: USA Archery Paralympian of the Year
- 2008: Sommer-Paralympics in Peking: 5. Platz